# Dąbrowa Górnicza
Dąbrowa Górnicza er en polsk by beliggende i den østlige del af Województwo śląskie. Byen er en del af øvreschlesiske industriområde, og har status som powiat. Der er omkring 120.000 indbyggere.